# Rebel and a Basketcase
Rebel and a Basketcase ist eine US-amerikanische Elektropop-Band. Die Band wurde 2016 von Evan Rachel Wood und dem Multiinstrumentalisten Zach Villa gegründet.

## Geschichte
Die Schauspieler, Sänger und Songwriter Zach Villa und Evan Rachel Wood begannen ihre Zusammenarbeit, nachdem sie gemeinsam in einem von John Hughes themenorientierten Stück auftraten. Beide teilen eine Vorliebe für Rock und Pop aus den Achtzigern, versetzt mit modernen alternativen Elementen. Musikalisch beeinflusst wurde die Band durch David Bowie, Eurythmics, Alanis Morissette, The Cure, Garbage, Radiohead, Shirley Manson, M83 und The XX. Zunächst tat sich das Paar, das im Glam- und Gray-Look auftritt, nur für ein Lied Oh Yeah zusammen. Unter dem Label „Speaker Cat Records“ folgten weitere Songs. Am 13. März 2017 hatte die Band mit dem Song Today Premiere in der NBC-Late-Night-Show The Tonight Show Starring Jimmy Fallon.

## Diskografie
- 28. Mai 2016: Oh Yeah
- 4. Juli 2016: Girl on the Wire
- 4. Juli 2016: Rebel and a Basketcase 1 (Girl on the Wire, Oh Yeah, Lightning Look)
- 23. September 2016: Just Friends
- 23. September 2016: Rebel and a Basketcase 2 (Just Friends, Escondido, La Fée)
- 12. März 2017: Today